# Strikeforce Challengers: Beerbohm vs. Healy
Strikeforce Challengers: Beerbohm vs. Healy foi um evento de artes marciais mistas promovido pelo Strikeforce. O décimo quarto episódio do Challengers aconteceu em 18 de fevereiro de 2011 no Cedar Park Center em Cedar Park, Texas.

## Ligações Externas
- Official Strikeforce site